# Daryabar Fossa
Daryabar Fossa là một vùng trũng theo hướng đông-tây trên vệ tinh Enceladus của Sao Thổ. Daryabar Fossa lần đầu tiên được nhìn thấy trong các hình ảnh của Voyager 2, mặc dù một phần nhỏ đã được Cassini nhìn thấy ở độ phân giải cao hơn nhiều. Nó nằm ở trung tâm 9,7° Vĩ độ Bắc, 359,1° Kinh độ Tây và dài khoảng 201 km. Dựa trên cấu hình chi tiết của hình ảnh Voyager 2, Daryabar Fossa được xác định là sâu 400 mét và rộng 4 km (Kargel và Pozio 1996). Daryabar Fossa chạy vuông góc với dốc đứng Isbanir Fossa và được bù bên phải 15–20 km bởi dốc đứng, cho thấy Isbanir là một đứt gãy hoặc ranh giới chuyển dạng (Rothery 1999).
Daryabar Fossa được đặt tên theo vùng đất mà Công chúa Daryabar đến trong Nghìn lẻ một đêm. Từ Daryabar là tiếng Ba Tư và có nghĩa là "Bên bờ biển".